# Bruit
Pour les articles homonymes, voir Bruit (homonymie).

Mesure du niveau de bruit à proximité d'une route à l'aide d'un sonomètre.

Le bruit est un son jugé indésirable.
Les sons qui ne se comprennent pas comme de la parole ou de la musique s'assimilent souvent au bruit, même si leur perception n'est pas désagréable, comme le montre l'expression bruit ambiant.
Du point de vue de l'environnement, les sons indésirables sont une nuisance, souvent à l'origine de litiges. Ceux qui s'en plaignent les assimilent à une pollution. Le niveau de cette pollution sonore, mesuré en décibels par rapport à une ambiance sonore de référence, en donne une première estimation.
Pour les musiciens du courant classique européen, un bruit est un son de hauteur indéterminée, c'est-à-dire qui ne correspond pas à une note de musique et ne peut constituer une mélodie — comme le son d'un instrument de percussion.
En médecine, on appelle bruit les sons que le praticien perçoit à l'auscultation cardiaque ou pulmonaire.
On parle de « bruit », par métonymie, pour désigner les éléments indésirables qui s'ajoutent à un signal, même si celui-ci n'est pas acoustique. On doit séparer le signal du bruit de fond.

## Terminologie
Du point de vue de l'environnement, le bruit est défini par la gêne que ressentent ceux qui sont soumis à des émissions sonores indésirables : circulation, usine, activité commerciale ou festive. On parle de pollution sonore, par assimilation à des matières polluantes. En droit, le bruit excessif fait partie des troubles anormaux du voisinage. Il impose au responsable des mesures de limitation de la nuisance sonore. La nuit, il constitue une infraction de tapage nocturne.
Les bruits de toute nature émis après une certaine heure, et nuisant à la tranquillité des personnes alentour constituent l'infraction de tapage nocturne, sanctionnée en France par une contravention.
Le langage médical français emploie le mot « bruit » pour tous les sons entendus à l'auscultation. Le bruit ou  murmure vésiculaire est un son respiratoire normal, le bruit de galop est une anomalie des bruits du cœur détectée à l'auscultation cardiaque.
On appelle souvent bruit des sons qui ne sont pas nécessairement indésirables, dès lors qu'ils ne peuvent s’interpréter ni comme paroles, ni comme notes de musique : le bruit des vagues, de la pluie.
En théorie de la musique, telle que définie dans le courant classique européen, le bruit est un son complexe produit par des vibrations irrégulières, apériodiques. Les bruits s'opposent aux sons musicaux en ce qu'ils résultent de la superposition de vibrations diverses, souvent fortement amorties, et qui ne sont pas harmoniques les unes des autres. Le bruit s'oppose, dans ce cadre théorique, à la note de musique.
En traitement du signal, dans les médias électroniques, le bruit est la partie du signal transmis de laquelle on ne peut pas tirer d'information.
En téléphonie on recherche la transmission de la parole ; les chuintements, sifflements, gazouillements, etc., qui ne sont pas compréhensibles par les deux correspondants sont définis comme du bruit.
Les bruits sont issus de l'appareillage. On cherche à les réduire à un niveau optimal, qui est très bas, mais pas nul (voir résonance stochastique). Un des indices de la qualité de transmission est le rapport signal sur bruit.
Certains signaux indésirables peuvent contenir une information.
Des fragments de mots de conversations par des tiers sont gênants et indésirables sur une ligne même à faible niveau, justement parce qu'ils contiennent de l'information ; ils contribuent au bruit.
On crée des signaux aléatoires, notamment du bruit blanc, du bruit rose et d'autres bruits « colorés », pour éprouver les performances des systèmes. Ces réalisations pratiques correspondent à une approche théorique du signal. Au sens de la théorie de l'information, un signal prévisible ne contient pas d'information. Une information étant par définition imprévisible, un signal aléatoire défini uniquement statistiquement est un modèle mathématique d'une transmission d'informations quelconque.
- Bruit rose.
- Bruit blanc.

Le bruit de fond regroupe les éléments indésirables qui s'ajoutent à un signal, même si celui-ci n'est pas acoustique.

## Point de vue acoustique

### Différences entre son et bruit
Le son est une vibration de l'air. La sensibilité à cette vibration en fait, pour les êtres humains comme pour tous les animaux, un moyen de connaissance de l'environnement qui ouvre la possibilité de la communication à distance, de la parole et de la musique. Sauf dans des situations rares comme les expériences de privation sensorielle, les gens considèrent comme indésirables les sons qui perturbent l'écoute de l'environnement ou la communication, et les appellent « bruit ».
Par métonymie, on décrit un son comme un bruit chaque fois qu'on le ressent comme désagréable, même s'il remplit une fonction de communication.
- Une personne écoute de la musique : les cris d'un bébé dans la pièce voisine sont du bruit. Il augmente le niveau de la musique.
- Les parents de l'enfant sont dans la cuisine : la musique du voisin est un bruit qui les empêche d'entendre la voix de l'enfant dans l'autre pièce et de savoir s'il s'amuse ou s'il pleure.

L'acoustique architecturale, particulièrement l'isolation phonique traitent ce genre de divergence.
- Les sirènes d'alerte, les avertisseurs de voiture, les signaux sonores en tous genres sont décrits par les gens qui ne sont pas concernés, c'est-à-dire tous ceux qui ont déjà compris le sens de l'avertissement, comme des bruits. Pour l'efficacité de l'alarme, il faut qu'ils le soient.
- La musique jouée ou reproduite à un niveau suffisamment élevé pour pouvoir engendrer une surdité est, du point de vue de la santé publique, un bruit quelles que soient ses qualités artistiques.

### Mesure

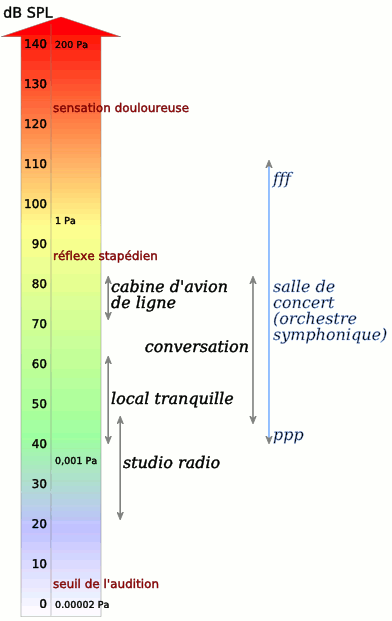
Échelle des niveaux sonores, voir décibel, avec seuil d'apparition du « réflexe stapédien » et de la douleur.

L'acoustique environnementale se préoccupe de réduire les nuisances sonores. Pour commencer, elle doit les mesurer. Des instruments appelés sonomètres mesurent la pression acoustique, lui appliquent un certain nombre de traitements pour que cette mesure reflète approximativement la perception sonore, et donne un résultat souvent exprimé en décibels, en sones pour les évaluations les plus élaborées.
La sensation de volume sonore s'appelle la sonie. Sa relation à la pression acoustique est complexe ; si à faible niveaux, les humains sont moins sensibles aux sons graves, cette différence s'atténue aux niveaux plus élevés ; le seuil de la douleur est atteint plus rapidement pour ces fréquences. La sonie dépend aussi de la durée des sons et de leur composition ; on ne ressent pas également les sons composés d'une seule note et ceux composés de plusieurs ou sans note définie. Il en est résulté un assez grand nombre de systèmes de traitement de la pression acoustique pour aboutir à une évaluation de la sonie. Ils ont en commun qu'un nombre positif indique le niveau : le niveau zéro correspond à inaudible, le niveau augmente avec la sonie.
De nombreux pays prévoient la mesure des niveaux sonores par des agents publics non spécialistes suivant une procédure légale au moyen d'instruments agréés, donnant un résultat en décibels pondération A (abrégé dB A). En cas de litige, dans une situation de nuisance durable, les experts peuvent utiliser des méthodes qui donnent une mesure plus proche de la perception de la sonie.
Lorsqu'on mesure le bruit émis par un objet, quel qu'il soit, le niveau sonore obtenu dépend avant tout de la distance. C'est ainsi qu'en rapprochant son oreille d'une montre mécanique, on entend son tic-tac, qui serait complètement imperceptible autrement. Il faut donc, dès qu'il s'agit d'un objet en particulier, préciser à quelle distance s'effectue la mesure. De même, le niveau sonore n'est pas en général égal dans toutes les parties d'un lieu particulier. Plusieurs mesures à des points bien précisés sont nécessaires pour caractériser un lieu.
Dans le domaine exclusif de l'acoustique sous-marine, l'échelle de Knudsen-Wenz a son niveau de référence au bruit de mer zéro. Ce niveau correspond à la pression acoustique dans une zone calme à très grande profondeur dans l'océan. Il ne résulte que des bruits que génère la planète, craquements d'origines sismiques notamment, où les très basses fréquences prédominent très fortement[réf. incomplète]. Les hydrophones les plus sensibles parviennent à le détecter, parfois au moyen d'un capteur à fibre optique. Ce transducteur se compose d'un laser et d'une fibre optique microstructurée (plutôt que les traditionnels hydrophones piézo-électriques).

### Exploitation des mesures
L'exploitation des mesures acoustiques permet de représenter les niveaux sous forme de cartographie de bruit.

## Nuisance
Bien que l'absence totale de son soit déplaisante et nocive (privation sensorielle), et que l'exposition à des sons structurés comme la parole ou la musique soit probablement nécessaire au développement de l'audition, l'excès de bruit, beaucoup plus fréquent, est une nuisance, est étudiée et réglementée comme telle.

### Effets néfastes sur la santé
Selon l'IFEN, le bruit est la deuxième cause de pathologies professionnelles (9,4 %) en France, valeur probablement sous-estimée[réf. incomplète]. Ces effets néfastes incluent l'exposition volontaire à des niveaux sonores élevés, notamment à de la musique ; les jeunes sont ainsi très exposés : en 1992, une étude ; 22 % des élèves en terminale souffraient de troubles auditifs (doublement en dix ans).
Du bruit à fort niveau sonore et lors d'une exposition sans protection auditive peut aboutir à un traumatisme sonore, aboutissant à des pertes auditives partielles ou totales, à des acouphènes et de l'hyperacousie. Les conséquences sont parfois dramatiques dans la vie de l'individu car ces pathologies sont irréversibles.
Au-delà de ses effets sur l'audition, le bruit a des effets sur la santé psychique. La permanence de sons indésirables, même à un niveau sans danger pour l'audition, augmente le stress, qui à son tour entraîne des troubles digestifs et des troubles du sommeil, augmente les risques cardio-vasculaires et fait baisser la concentration. Le bruit, ainsi défini, est une cause d'anxiété, de dépression, d'irritabilité voire d'agressivité. Selon une enquête de l'Insee publiée en octobre 2002, 54 % des Français se déclarent gênés par le bruit lorsqu'ils sont chez eux (28 % souvent, 26 % de temps en temps).
Chez les femmes enceintes, le bruit pourrait représenter également un danger pour les fœtus.

### Protection sur le lieu de travail

Ouvrier portant une protection contre le bruit.

L'endroit où les personnes sont le plus exposées au bruit est leur lieu de travail. Depuis 1963, le bruit fait l'objet d'un tableau de maladie professionnelle (tableau 42 pour le régime général et 46 pour le régime agricole). De ce fait, il est concerné par la réglementation du Code du travail sur la prévention des maladies professionnelles (articles L.4121-1 à L4121-5). En 2006 la réglementation a évolué, notamment en abaissant les seuils à partir desquels l'entreprise est dans l'obligation d'engager des actions de prévention. Le code du travail impose à l'employeur de prévenir les risques professionnels en agissant le plus en amont possible sur l'environnement de travail, d'une part, et en évaluant ceux qui subsistent, d'autre part.
L'objectif est de limiter au maximum le bruit émis par les machines (article R. 4312-1 du Code du travail et annexe I visée par cet article) et de favoriser le traitement acoustique des locaux de travail dès leur conception (articles R. 4213-5 à 4213-6 du Code du travail, fixant les obligations des maîtres d’ouvrage).
Le mesurage des niveaux sonores peut être demandé par l'employeur, le Comité d'hygiène, de sécurité et des conditions de travail, la médecine du travail ou l'inspection du travail. Il peut être réalisé soit par la Caisse d'assurance retraite et de la santé au travail soit par un organisme accrédité par le Comité français d'accréditation ou un organisme équivalent européen.
La réglementation française du travail considère qu'une action de prévention doit être mise en œuvre à partir d'une exposition de 8 heures à un niveau sonore de 80 dB. Au-delà de cette limite, ou si le niveau maximal dépasse 135 dB, le responsable du site doit organiser des mesures de prévention, et des protections individuelles ou collectives contre le bruit doivent être mise en place.
Selon l'Institut national de recherche et de sécurité, les niveaux sonores inférieurs à 80 dB, avec une exposition prolongée, peuvent provoquer fatigue, stress, anxiété, troubles de l'attention, du sommeil, cardiovasculaires, hypertension, fatigue auditive qui se manifeste par des bourdonnements ou des sifflements (acouphènes), perturber la communication, la concentration, détourner l'attention… et conduire à des accidents du travail[réf. nécessaire]. Au-dessus de 80 dB, le bruit peut provoquer des sifflements d'oreille et une baisse temporaire de l'audition toutefois réversible en quelques jours ou semaines à condition de ne pas être de nouveau exposé durant cette période[réf. nécessaire]. À partir de 140 dB, un bruit soudain peut entraîner une surdité brutale totale ou partielle, réversible ou non[réf. nécessaire].
Si le bruit fut longtemps la deuxième cause de maladie professionnelle, ce n'est plus le cas depuis quelques années : en 2011 la CNAMTS reconnaît et indemnise 973 victimes professionnelles du bruit[réf. incomplète], 925 en 2010, 1 048 en 2009, 1076 en 2008, et 1 214 en 2007. Le bruit reste une nuisance majeure en milieu professionnel. En 2011 selon les statistiques de la Caisse nationale de l'assurance maladie des travailleurs salariés, 973 maladies professionnelles liées au bruit ont été déclarés et reconnus maladies professionnelles soit une augmentation de 1,8 % par rapport à 2010. Si la loi exige une protection sonore quand l'exposition moyenne 80 dB dure 8h, il reste des progrès à faire ; en 2005 en France, 6,8 % des salariés étaient exposés durant de longues durées à plus de 85 dB (le seuil maximum toléré est de 87 dB).
Certaines substances chimiques, appelées ototoxiques peuvent augmenter les effets traumatisants du bruit, voire provoquer la surdité.

#### Protections

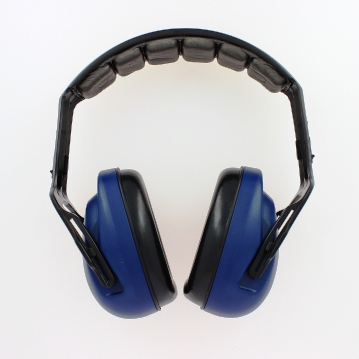
Serre tête.

Les travailleurs peuvent se protéger par des dispositifs individuels, tandis que les employeurs peuvent, et dans certains cas sont tenus de le  faire, mettre en place des systèmes d'isolation sonore, soit autour des sources de bruit, soit dans les postes de travail et les lieux de repos.

### Pollution sonore
En 2018, l'Organisation mondiale de la santé a classé le bruit comme « un risque environnemental majeur pour la santé physique et mentale » en Europe. C'est un problème de santé publique dans les zones densément peuplées. L'analyse des cartes de bruit fait évaluer à une perte moyenne de 10,7 mois de vie en bonne santé les répercussions du bruit en zone dense de l'Île de France. Le bruit apparaît la deuxième cause de morbidité environnementale dans l'ensemble de la région Ile De France.

### Aspect juridique (France)

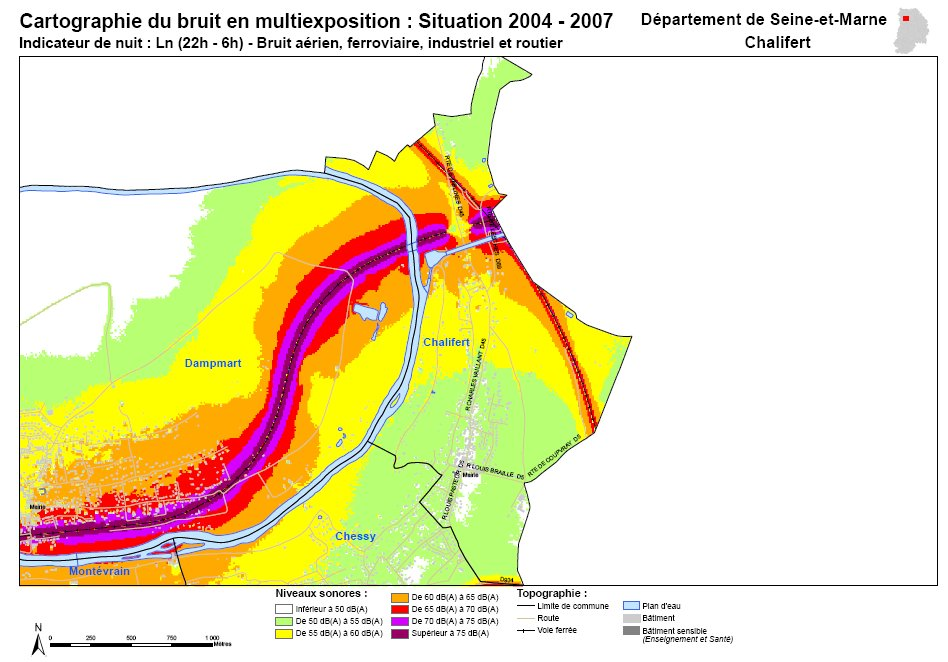
Exemple de carte de bruit.

Les lois et règlements définissent des niveaux sonores acceptables dans les entreprises, les véhicules, l'espace urbain, et les lieux acceptant du public, y compris les salles de spectacle, ainsi que des niveaux d'émission sonore maximale pour les véhicules.
Le bruit, s'il est excessif et donc dérangeant pour autrui, devient une nuisance sonore assimilable à un trouble anormal du voisinage. Celui-ci est considéré par la jurisprudence comme un abus du droit de propriété défini par l'article 544 du Code civil. Le caractère anormal du trouble est laissé à l'appréciation des juges du fond. Le trouble peut être de plusieurs natures dont sonore, par exemple les bruits divers pouvant provenir d'une habitation (radio, aspirateur, instrument de musique, pas et chocs, etc.), d'une usine, d'un lieu public (comme un cinéma), ou encore le chant d'un coq. La responsabilité impute au propriétaire ainsi qu'à l'ensemble des habitants de l'immeuble mis en cause, quel que soit leur statut. Il est possible de règlementer la production de bruit chez les particuliers par des arrêtés municipaux en limitant à certains horaires les travaux comme tondre le gazon, utiliser un marteau-piqueur, etc.. Cela n'a rien de général cependant.
Une Directive européenne impose aux États membres de faire faire par les grandes collectivités des cartes de bruit.

### Comparaison des sources de bruit
Les estimations numériques du niveau de bruit servent en cas de litige. L'inconfort que cause un bruit n'a pas de rapport nécessaire avec le niveau. Une goutte d'eau à intervalles irréguliers, mais fréquents, dans le silence, peut produire un inconfort sans rapport avec un niveau sonore infime. Des amateurs peuvent prendre plaisir à des bruits d'un niveau si élevé qu'il constitue un risque pour leur audition.
Comme le volume sonore diminue en s'éloignant des sources, on dispose de deux méthodes pour comparer leurs effets. On peut caractériser les sources sonores par leur puissance acoustique, à partir de laquelle on estimera le son qu'elles produisent dans une circonstance donnée. On peut constater le bruit dans un lieu donné à partir de la pression acoustique. Cette mesure ne caractérise la source que pour autant qu'on connaisse la direction et la distance et qu'on soit en champ libre. La pression acoustique est souvent affectée d'une pondération en fréquence, comme dans les dBA ou en durée, comme dans les mesure de niveau d'exposition au bruit (SEL).
Les résultats sont généralement exprimés en décibels, mais ils ne peuvent se comparer que quand ils se rapportent à la même grandeur. Les décibels ne sont pas une unité de mesure du bruit, mais l'expression du rapport entre les puissances de deux phénomènes ; la comparaison des sources de bruit peut se faire avec plusieurs grandeurs différentes. Un niveau de puissance acoustique exprimé en dB re 1 pW n'est pas un niveau de pression acoustique exprimé en dB re 20 µPa.

### Bruit sous-marin
De nombreuses publications concernent l'impact de l'activité humaine sur la pression acoustique en milieu marin, soit en ce qu'il perturbe les poissons et cétacés, soit en ce qu'il interfère avec les systèmes de détection de pêcheurs ou de militaires, eux-mêmes producteurs de signaux acoustiques aquatiques puissants, ce qui les pousse à les renforcer encore. La navigation est l'origine principale des bruits, tandis que l'impact des sonars inquiète à cause de leur niveau élevé momentané. D'autres études se sont intéressées aux bruits naturels, produits par les vagues et les animaux marins.
La directive de l'Union européenne « stratégie pour le milieu marin » impose aux États membres d’élaborer une stratégie applicable à leurs eaux marines en vue de l’atteinte et du maintien du bon état écologique, qui inclut l'évaluation de l'état et de l'évolution des pressions et impacts des bruits sous-marins dus à l'activité humaine.

## Musique

### Définition
Dans la théorie de la musique occidentale, on appelle « bruit », par opposition aux « notes » les sons qui n'ont pas de hauteur, et, par conséquent, ceux d'un bon nombre d'instruments de percussion. Hector Berlioz décrit dans une section de son « traité d'instrumentation et d'orchestration » l'usage que fait la musique du XIXe siècle de ces instruments.
Les musiciens connaissent aussi une définition plus générale du bruit : tout ce qui n'est pas de la musique ou de la parole. Cette ambiguïté rend délicate l'identification d'œuvres qui intègrent des bruits. Le jugement porté sur ces sons dépend du contexte historique et musical. « L'acceptation ou le refus du bruit inscrit dans la matière sonore est (…) comparable dans une certaine mesure au degré de dissonance toléré dans un système musical ».

### Imitation musicale des bruits
Certains musicologues voyaient déjà dans la musique de Janequin au XVIe siècle des connotations de bruit dans les moyens stylistiques qu'il utilisait à l'époque, notamment des onomatopées. Dès cette époque, la musique devient expressive ce qui peut expliquer qu'on ait tenté d'imiter certains bruits naturels (le chant des oiseaux par exemple). Les titres des œuvres de Janequin étaient assez évocateurs (La chasse, La guerre, Les cris de Paris…). La guerre, connue aussi sous le titre La bataille, et qui célèbre peut-être la victoire de François Ier à Marignan en 1515, contribue également de façon significative au développement, à travers toute l'Europe, d'un type de musique imitant la marche militaire, le vacarme des armes et les cris des combattants.
Selon Denis le Touzé, « Le bruit, dans la musique tonale, est conçu comme l’irruption d’un désordre au sein d’un langage ordonné[réf. souhaitée] ». Les notions de chaos, de désordre ou de bruit ont souvent été utilisées pour décrire la musique de certains compositeurs comme Beethoven, précurseur du mouvement romantique, Liszt, Schubert, Berlioz ou encore Wagner. « Le châtiment suprême, les affres des enfers vers lesquels des démons diaboliques entraînent les damnés, les flots déchaînés, le tonnerre qui gronde son mécontentement, la foudre implacable qui s’abat dans un éclair destructeur pendant que le vent siffle la terreur : tous ces tumultes et diableries n’ont pas échappé à des mises en musique savoureusement évocatrices de Berlioz, Liszt, Moussorgski, Rimski-Korsakov, Rossini, Saint-Saëns, Tchaïkovski, Wagner… ».
La tempête sera l'élément le plus utilisé chez les musiciens du XIXe siècle. Beethoven en 1812 composa la symphonie no 6 dite Pastorale dont le mouvement Allegro s'intitule « Orage-Tempête ». Il utilisera beaucoup les cordes graves pour illustrer les bruits sourds de l'orage ainsi que les timbales et les cymbales. De même, Rossini avec la « Tempesta », dernier mouvement de ses Six sonates à quatre voix en 1804. Quelques gouttes de pluie tombent sur le sol puis s'accélèrent avec le vent jusqu'à une tempête, annonciatrice de celle qui, vingt-cinq ans plus tard, servira de décor à son opéra Guillaume Tell. Dernier exemple, Richard Wagner qui, dès les premières mesures de l'opéra Le Vaisseau fantôme, nous plonge dans l’ambiance de la tempête qui tourmente le Hollandais volant.

### Intégration des bruits
L'orchestre symphonique admet les instruments de percussion non mélodiques surtout au XIXe siècle. Mais proches des musiciens, les bruiteurs de l'Opéra utilisent tout un attirail pour imiter les bruits. Ces tonnerres, ces bruits de vagues, ces chants d'oiseau, ces galops de cheval faits en coulisse se mêlent à la musique.
Au XXe siècle Edgard Varèse utilise abondamment des bruits, comme ceux de sirènes, de chocs et de froissements de métal. Les compositeurs de la musique bruitiste en font un système.

### Dans la musique populaire
Dans la musique savante du XIXe siècle, le bruit dans la musique est essentiellement l'imitation de bruits. Avec les nouvelles techniques, les instruments électroniques et notamment la guitare électrique, l'imitation dans la musique populaire se fait plus réaliste : sirène de police grâce au trille, bombe (effet dive bomb), train (dans Hamburger train de Primus par exemple)…
Dans le rock des années 1960, l'effet Larsen, jusque-là considéré comme le bruit le plus indésirable issu de la guitare électrique devient un élément de la performance de Jimi Hendrix.
Les techniques modernes permettent d'enregistrer et d'intégrer directement des bruits aux compositions. Dans la musique populaire, il illustre souvent les paroles, comme dans Money des Pink Floyd où on entend le tintement des pièces et les bruits des machines à sous. Mais il peut aussi être utilisé comme instrument : dans le même morceau des Pink Floyd, le bruit des pièces de monnaie servent de rythmique, et exemple plus flagrant, le groupe les Tambours du Bronx qui utilise des objets comme des bidons pour faire de la musique.

## Bruits utiles

### Exploitation du bruit de fond
Un bruit est un son indésirable, pour autant, il peut contenir de l'information. La notion d'information pertinente est relative, elle dépend du code qu'on utilise pour exploiter le signal. Par exemple, dans une conversation téléphonique, les sons émis par l'environnement de la personne qui parle sont nuisibles à la compréhension du message oral, mais une enquête de police peut les analyser pour déterminer la nature de cet environnement. Un bruit peut renseigner sur le déroulement d'événements : bruit de chute, d'effraction, bruit mécanique inhabituel, cri de douleur. Les bruits dans le poste de pilotage d'un avion après un accident fournissent à l'analyse de l'enregistreur phonique des informations sur la catastrophe. Ces méthodes considèrent ce qui serait autrement un bruit comme porteur d'information.
Au téléphone, la présence de bruit permet aussi de savoir que la communication n'est pas interrompue, lorsque l'interlocuteur ne parle pas.
Les vibrations d'une machine produisent un son désagréable et nuisible à la santé des personnes alentour ; mais ils peuvent donner des informations sur le fonctionnement de la machine. Un conducteur expérimenté estime le régime moteur de sa voiture « à l'oreille », sans avoir recours au compte-tours. Les constructeurs de véhicules électriques ajoutent un bruit généré par un haut-parleur pour pallier l'absence de bruit de moteur et ainsi prévenir les autres usagers de la route de l'approche du véhicule[réf. souhaitée]. Avec un équipement analogique (disque vinyle, cassette audio), un auditeur peut régler le volume sonore à partir du bruit (souffle) précédent le début de l'enregistrement. L'analyse du bruit émis par une machine tournante peut également renseigner sur l'état d'usure des roulements. De manière générale, les phénomènes aléatoires émettent des signaux aléatoires, leur étude peut donc faire intervenir l'étude du « bruit » qu'ils causent, et qui est donc, dans ce contexte, une information.

### Le bruit en tant que signal
Les premières applications de l'électronique, étaient acoustiques : téléphonie, radiodiffusion, sonorisation. Par synecdoque, on appelle bruit la partie du signal électrique qui ne peut être décodée en une information. On peut constituer des signaux de mêmes caractéristiques que le bruit, pour vérifier les  systèmes.

### Résonance stochastique
Le bruit, défini comme vibration aléatoire, ne contenant donc aucune information, a des conséquences positives aux très faibles niveaux sur les systèmes non linéaires, par un phénomène appelé résonance stochastique. Dans un signal numérique, le niveau optimal est supérieur au minimum déterminé par la résolution (bruit de quantification). On appelle dither le bruit volontairement ajouté pour atteindre ce niveau pour lequel la linéarité du système est meilleure et la densité d'information est maximale.
L’Acoustique de Rodolphe Radau, de 1867, rapporte des cas ou une personne atteinte d'une surdité partielle, qui n'entend pas ordinairement les sons faibles, comprend mieux ses interlocuteurs quand résonne un fort bruit, de tambour ou de cloche. Amenant les parties les plus fortes du discours au-dessus de leur seuil d'audibilité, le bruit leur permet de reconstituer ce qu'ils disent à partir de ces fragments. Selon Radau, l'effet s'explique par la physiologie. Un bruit fort provoque le réflexe stapédien qui raidit les os de l'oreille interne, et peut compenser une déficience à ce niveau.

## Littérature

### Étymologie
Le mot bruit vient du verbe bruire qui signifie « faire entendre un son, un murmure confus ». Bruire viendrait du latin brugitum, participe passé du latin populaire brugere qui a pour traduction « il brame » (cri du cerf, du chevreuil ou du daim). Brugere est l’association du latin classique rugire (« rugir ») et bragere (« braire »). D'autres explications étymologiques ont voulu rattacher bruit à des racines germaniques, qui en feraient un parent de braise.

### Rumeur
Dans les ouvrages littéraires, bruit signifie souvent rumeur, une nouvelle sans source définie, comme dans l'expression « un bruit qui court ». Un bruit de couloir est une rumeur dans une institution. Au XIIe siècle, bruit signifiait « renommée » ou « éclat » au sens figuré et « son de voix » au sens propre.